# 算筹

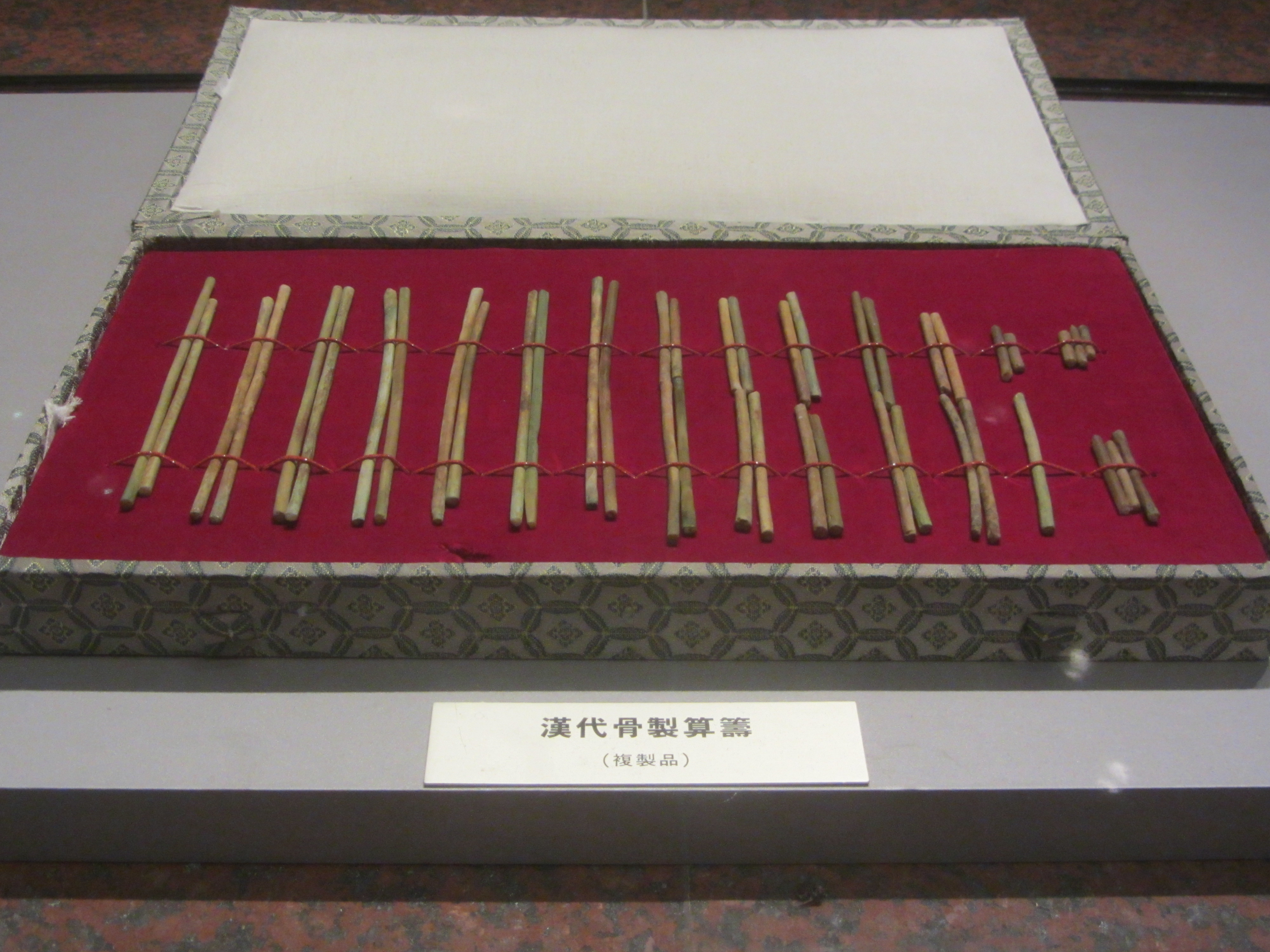
國立自然科學博物館內藏的漢朝骨製算籌複製品。

算筹或称筭子、算子，是漢字文化圈古代一种十进制计算工具。起源于中國商朝的占卜，占卜用现成的小木棍做计算，就是最早的算筹。古代筹、策、算三字都带竹头，表示用竹制成。策为束字加竹头，表示手握一束竖立的算策，作为占卜之用。筹可能代表周易八卦横向排列时用的阴阳竹，算筹横竖二式，可能来源于此。

## 算筹的材料和形状
周朝用木枝制成算筹，汉代用竹、骨、象牙、玉石、铁等材料制作，长一般在12厘米左右，直径为2至4毫米。最初的算筹的截面是圆形的，后来变成三角、四角形。
- 汉朝：《汉书·律历志》记载其算法用竹。直径一分，长六寸；二百七十一枚而成觚，为一握。
- 隋朝：《隋书·律历志》记载其算法用竹。广二分，长三寸，正策三廉（三角形）积二百一十六枚成六觚；乾之策也。负策四廉（四方形），积一百四十四枚，成方，坤之策也

日本算家所用算筹，少用竹制，多用小木片制作，因此称为“算木”，长者叫策，短者叫筹。。

## 文獻記載
- 老子：“善數者不用籌策”。
- 许慎《说文解字》“算，长六寸，计历数者。从竹”。
- 汉书律历志：“数者，一、十、百、千、万也，所以算数事物，顺性命之理也。…卡悟空…其算法用竹，径一分，长六寸，二百七十一枚而成六觚，为一握”。
- 魏劉徽注《九章算术》称：“正算赤，负算黑”。
- 汉末三国时期徐岳撰、北周汉中郎甄鸾注《数术记遗》：“今之常算也，以竹为之”。
- 《隋书·律历志》：“其算用竹，广二分，长三寸。正策三廉，积二百一十六枚成六觚，乾之策也。负策四廉，积一百四十四枚成方，坤之策也”。
- 《梦溪笔谈》卷八称：“算法用赤筹、黑筹，以别正负之数”，“运筹如飞，人眼不能逐”。
- 《资治通鉴》卷八十二：“每自执牙筹昼夜会计”。
- 北宋陶谷撰《清异录》：“铸铁为算子”。

## 考古实物
- 秦朝的货币中有；王莽货币上有,,,[8]。
- 1954年考古学家在湖南长沙左家公山出土战国时代古墓，内藏竹算筹40根，每根长12厘米。
- 1975年在湖北江陵凤凰山发现竹制算筹。
- 1971年考古学家从陕西千阳县一座出土的西汉古墓中发现一束在一个丝袋内（算筹袋）保存完好的兽骨算筹，长短不一，最长的13.8厘米，最短的12.6厘米，截面呈圆形，直径在2-4毫米间。
- 1980年从河北石家庄出土30根东汉骨算筹，长7.8-8.9厘米，截面方形，边长约0.4厘米。此外在陕西旬阳汉墓中出土象牙筹27根。[9]
- 1983年至1984年間，湖北江陵张家山西汉古墓中出土竹算筹。
- 1973年9月，湖北省江陵县凤凰山出土的十号汉代古木木牍，其中有一片记有“当利二月定筭”，这是文献中最早出现以筹码代替文字记数例子之一[10]

## 計算方法

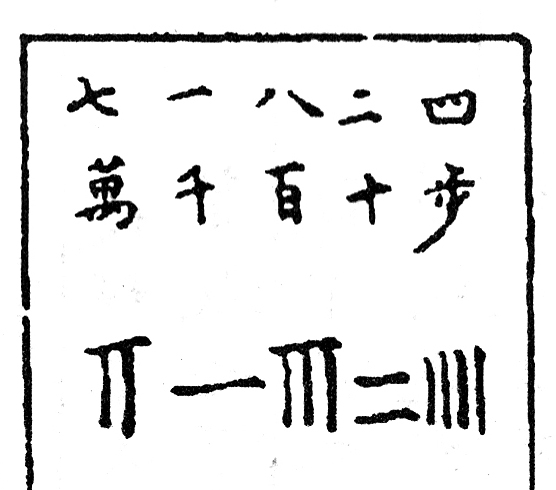
永乐大典算筹布位图

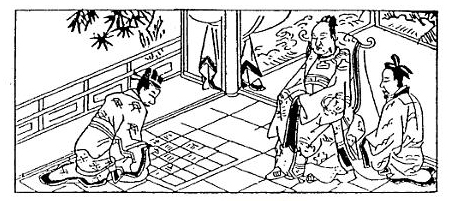
日本带格算筹板

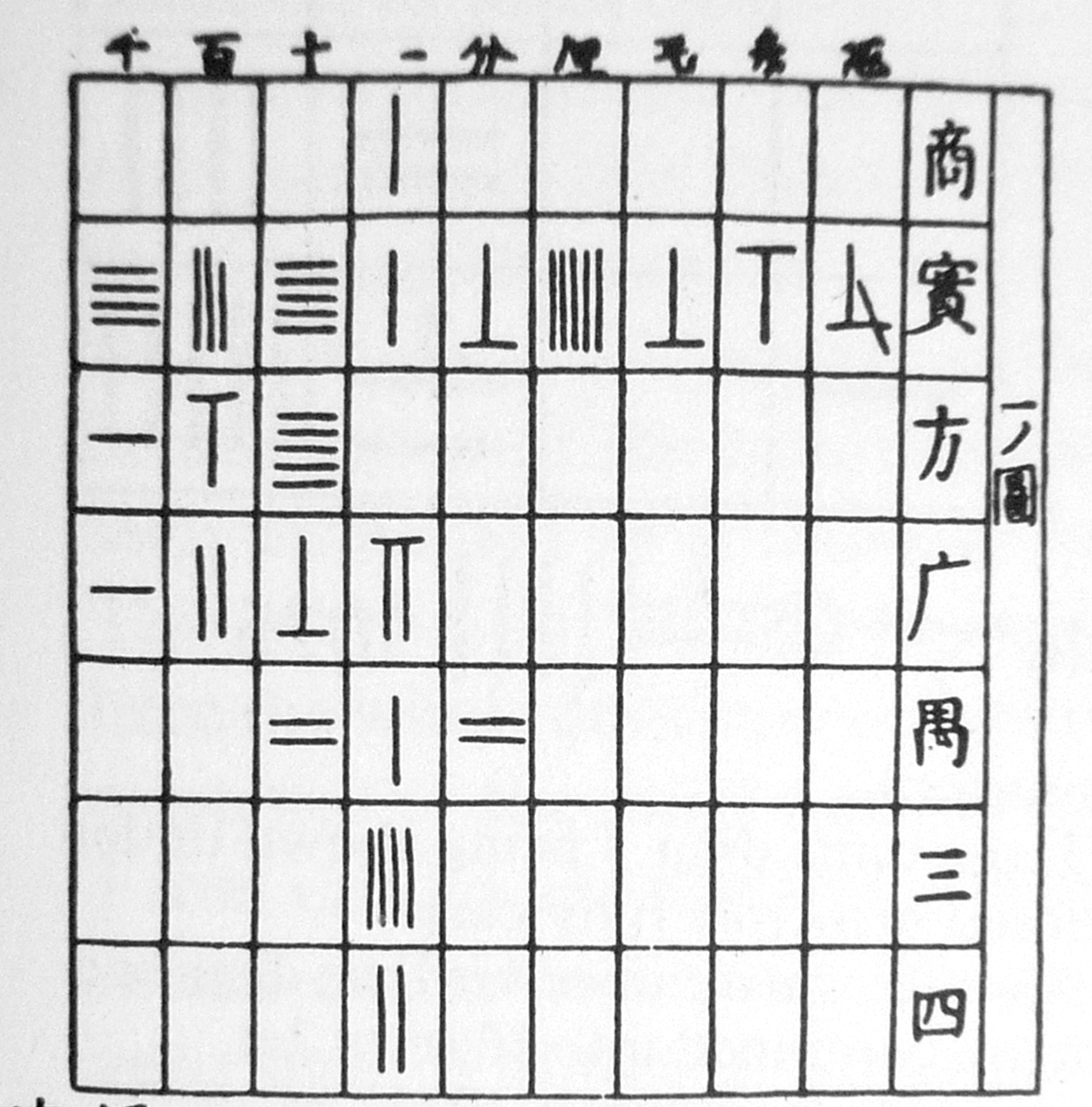
十八世纪日本格子算筹版

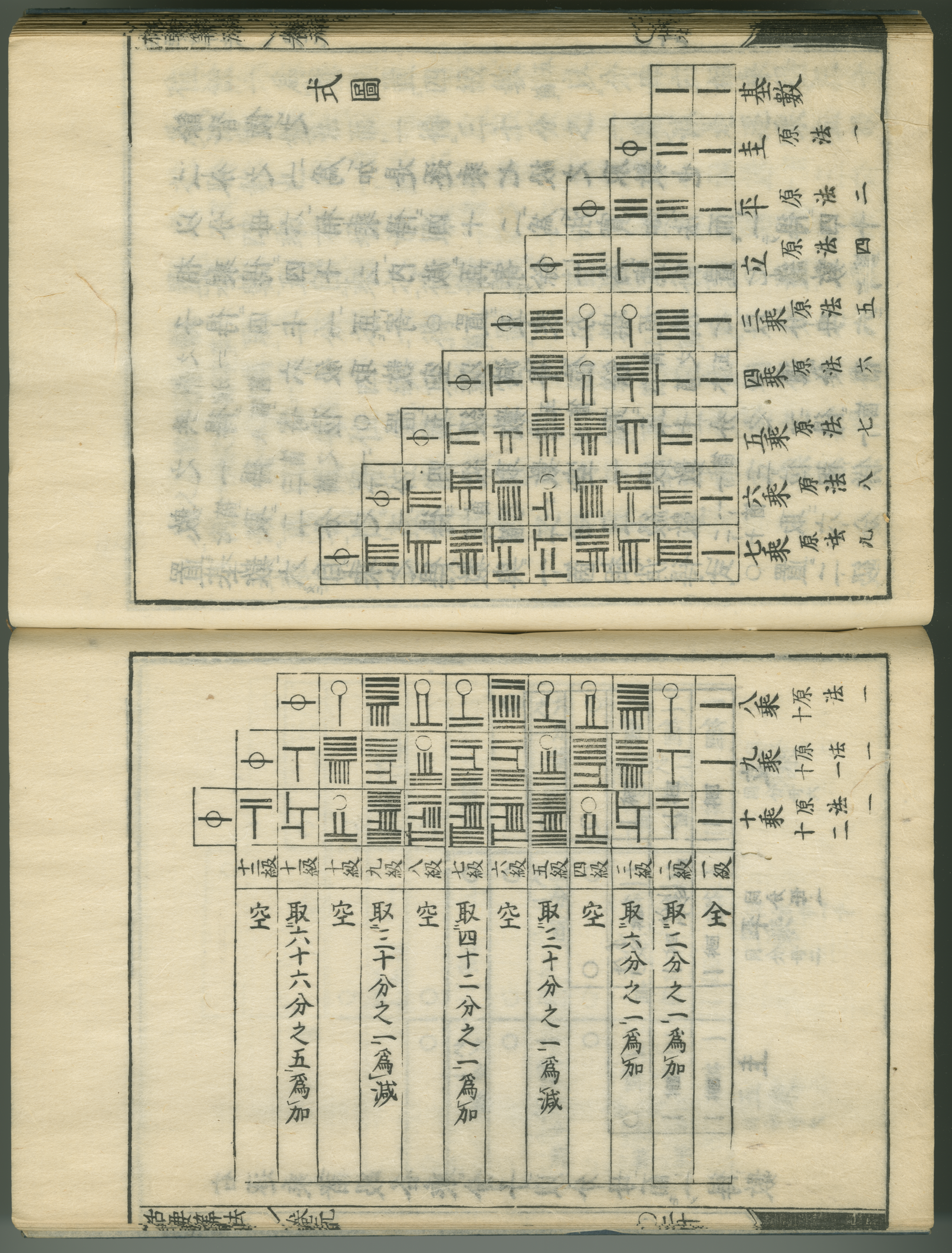
日本古算术中带格子的算筹码

使用算筹进行计算的方法，则称为筹算。算筹一般布置在地面、桌上等平面运算；南宋黄伯思著《燕几图》中列举布算桌，长7尺，宽5尺许，小布算长宽为5尺余。清代数学家劳乃宣说：“盖古者席地而坐，布算于地，后世施于几案”。日本古算书中有带方格子的算筹板图。此外北宋数学家贾宪将万、千、百、十、步作为算筹位值标记：他将七万一千八百二十四写成
七一八二四
万千百十步
然后将算筹按位值布位。
| 七 | 一 | 八 | 二 | 四 |
| -- | -- | -- | -- | -- |
| 万 | 千 | 百 | 十 | 步 |
|    |    |    |    |    |

18世纪一本日本数学书籍中有一幅格子筹算版，其上方标记千百十一分厘毛等数量级。
算筹出现的具体时间无从可考，但是早在中国春秋战国的时期就已普遍使用了。算筹采用的是十进位制的记数方法，同一个数字在不同的数位上，数值也就相应不同，每进一位数值乘10，并且在算筹盘上，以空位表示0。为了不使数字和数位混淆，算筹采用纵式和横式两种方法记数。
中国古代算筹记数，采用十进位制，个位用纵式，十位用横式，百位再用纵式……这样纵横交替摆放，就可以摆出任意大的数字来了。孙子算经记载：
凡算之法，先识其位，一纵十横，百立千僵，千十相望，百万相当
，此外又说明用空位表示零。。在进行乘法时，“言十即过，不满自如”，即“逢十进一”。
《孙子算经》习惯用“置”表示放置算筹：“置一十九道”，“置周三百六十”，而不用“写下”，说明算筹是运算器具，不是书面计算。
成书于前202年至前186年之间算数书一样用“置”。
南宋数学家开始用书写算草代替算筹算板，为了减少书写的笔划，将4、5、9的筹码简化；为了算草需要，引入〇符号。
|      | 0 | 1 | 2 | 3 | 4 | 5 | 6 | 7 | 8 | 9 |
| ---- | - | - | - | - | - | - | - | - | - | - |
| 直式 |   |   |   |   |   |   |   |   |   |   |
| 横式 |   |   |   |   |   |   |   |   |   |   |

|      | -0 | -1 | -2 | -3 | -4 | -5 | -6 | -7 | -8 | -9 |
| ---- | -- | -- | -- | -- | -- | -- | -- | -- | -- | -- |
| 直式 |    |    |    |    |    |    |    |    |    |    |

|      | 0 | 1 | 2 | 3 | 4 | 5 | 6 | 7 | 8 | 9 |
| ---- | - | - | - | - | - | - | - | - | - | - |
| 直式 |   |   |   |   |   |   |   |   |   |   |
| 横式 |   |   |   |   |   |   |   |   |   |   |

日本数学家关孝和将算筹用于代数。后来日本数学家发明用汉字代替算筹。
| 现代        | 关孝和 | 后关孝和   |
| ----------- | ------ | ---------- |
| x + y + 246 | 甲乙   | 甲乙二四六 |
| 5x - 6y     | 甲乙   | 五甲六乙   |
| 7xy         | 甲乙   | 七甲乙     |
| 8x / y      | N/A    | 乙八甲     |

## 参看
- 筹算
- 算盘
- 苏州码子
- 中文數字
- 瞿曇悉達
- 印度-阿拉伯數字系統